# IC 버스
IC 버스(영어: IC Bus)는 미국의 버스 제조 업체로 2002년 미국의 버스 제조 업체인 암트란의 폐업으로 설립한 자동차 브랜드로 학교 버스를 생산하고 있다. 나비스타 인터내셔널의 계열사이다.

## 사진

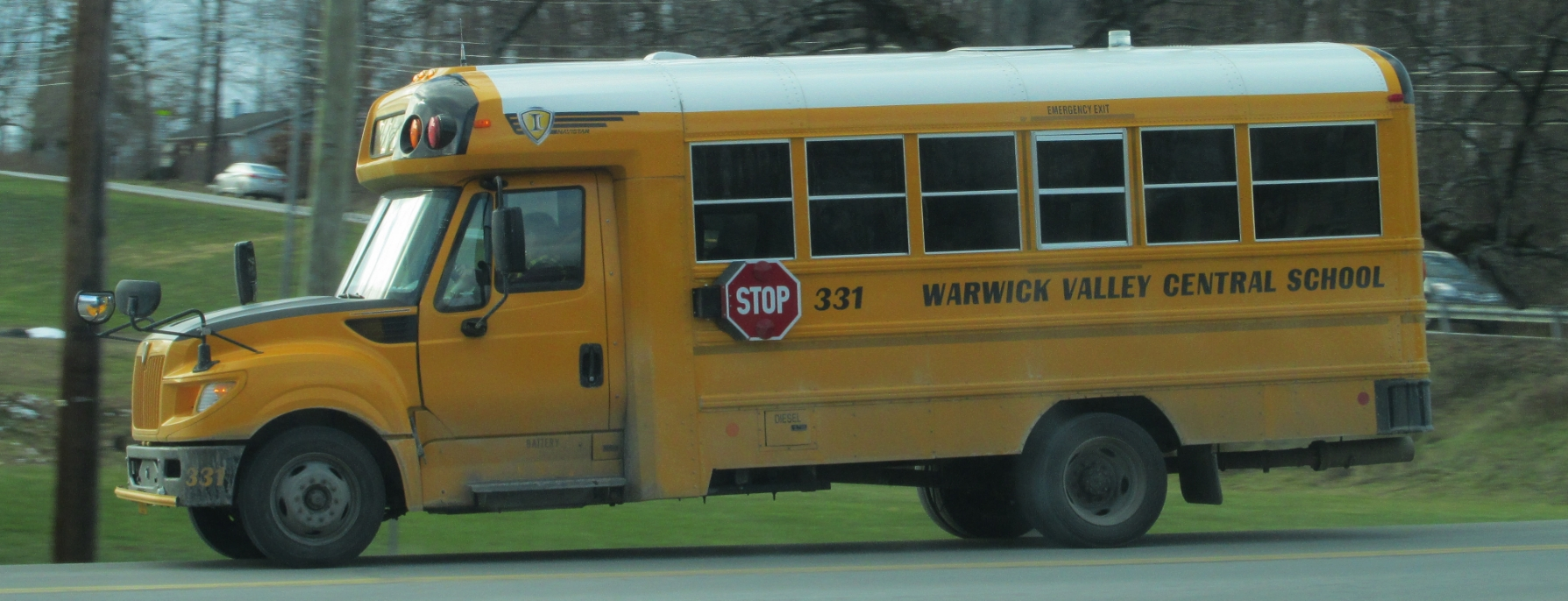
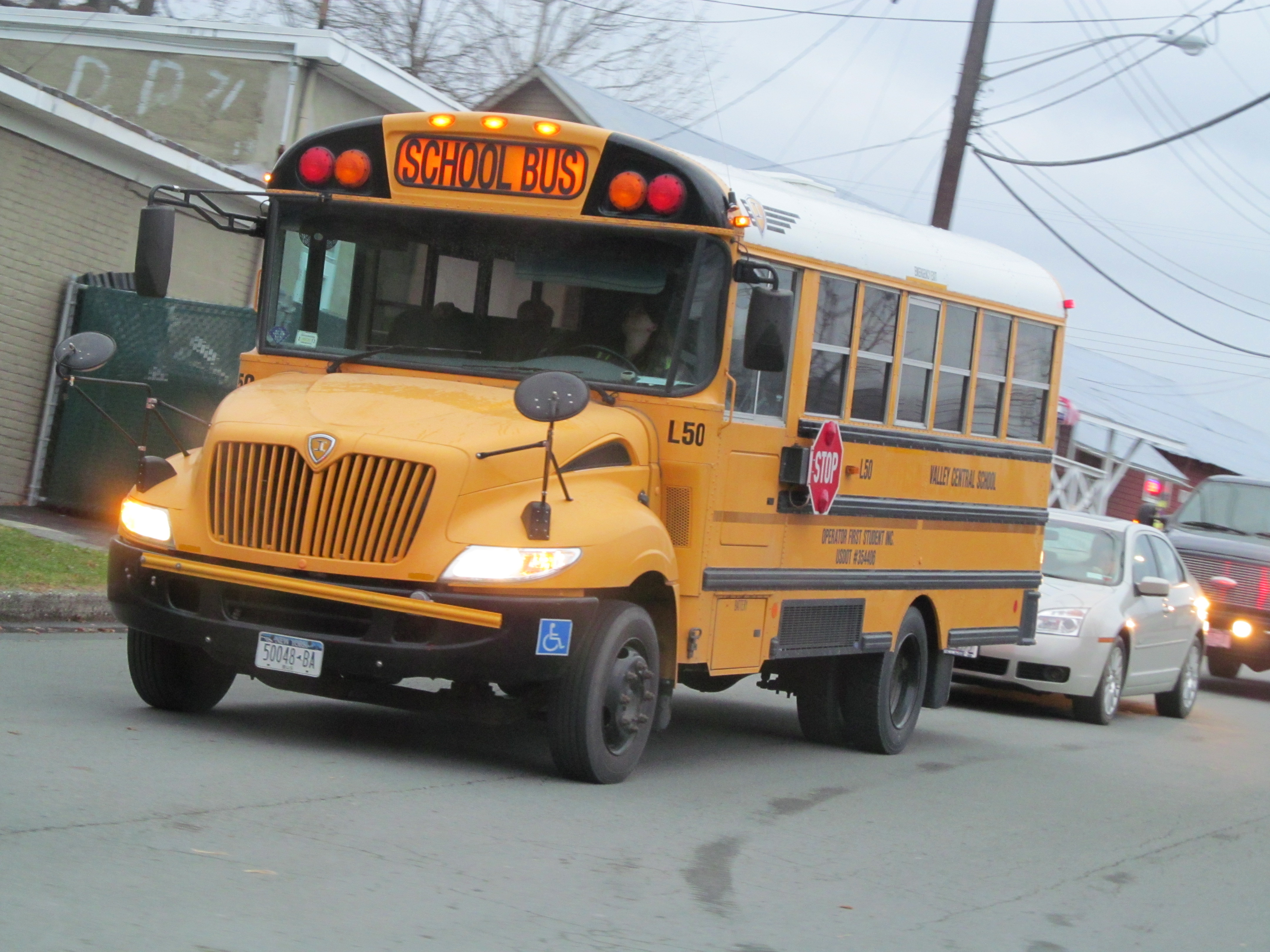
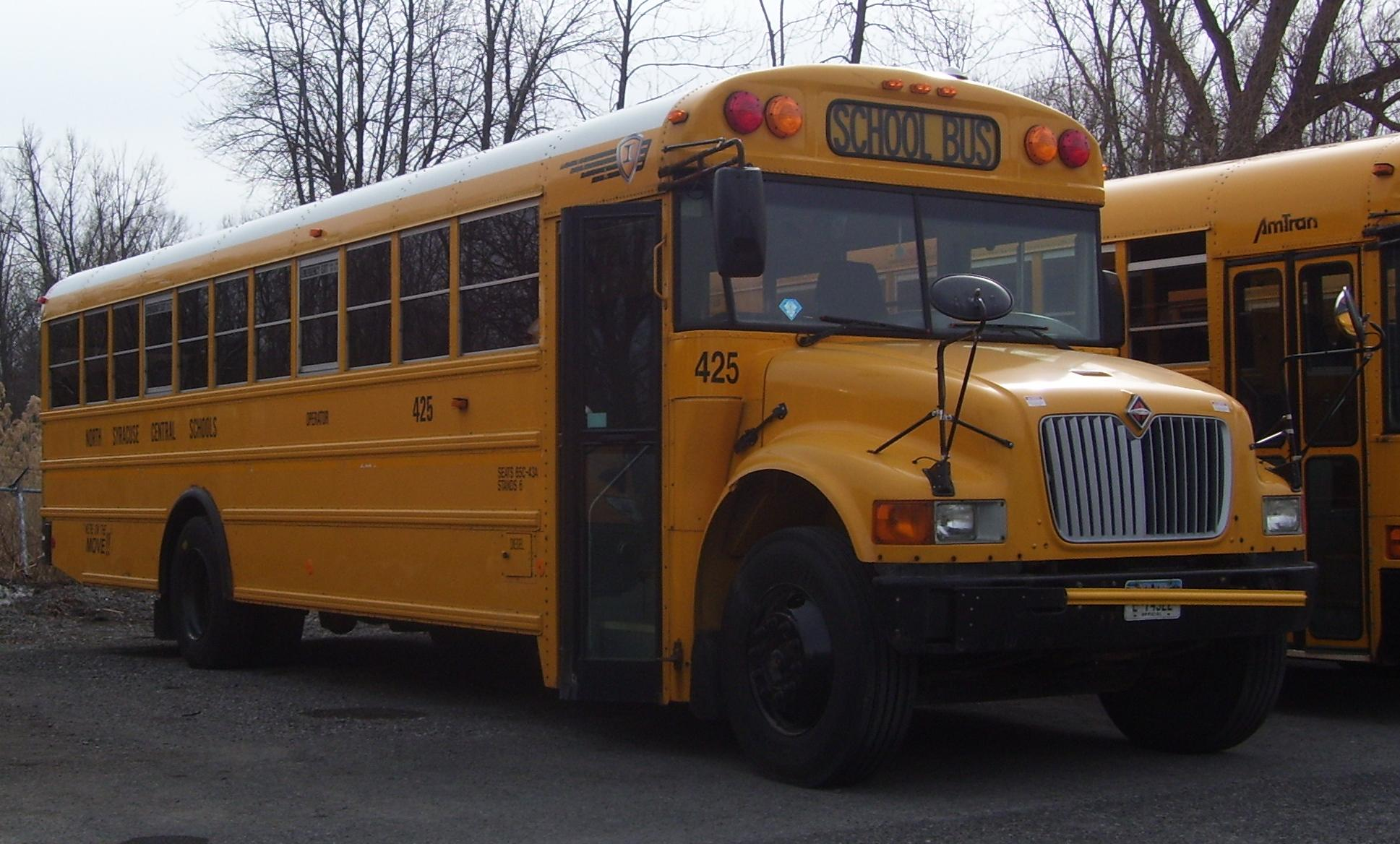
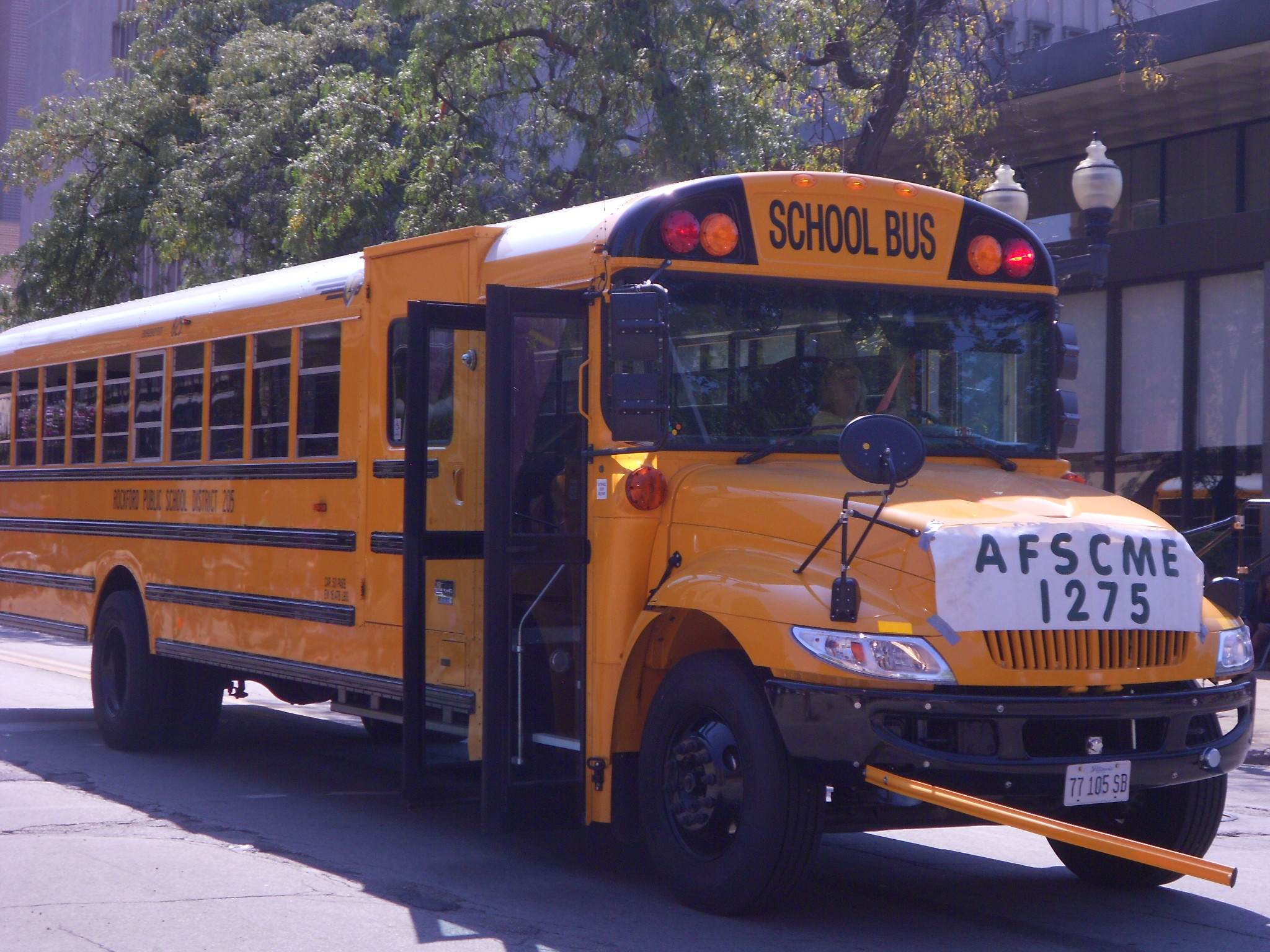
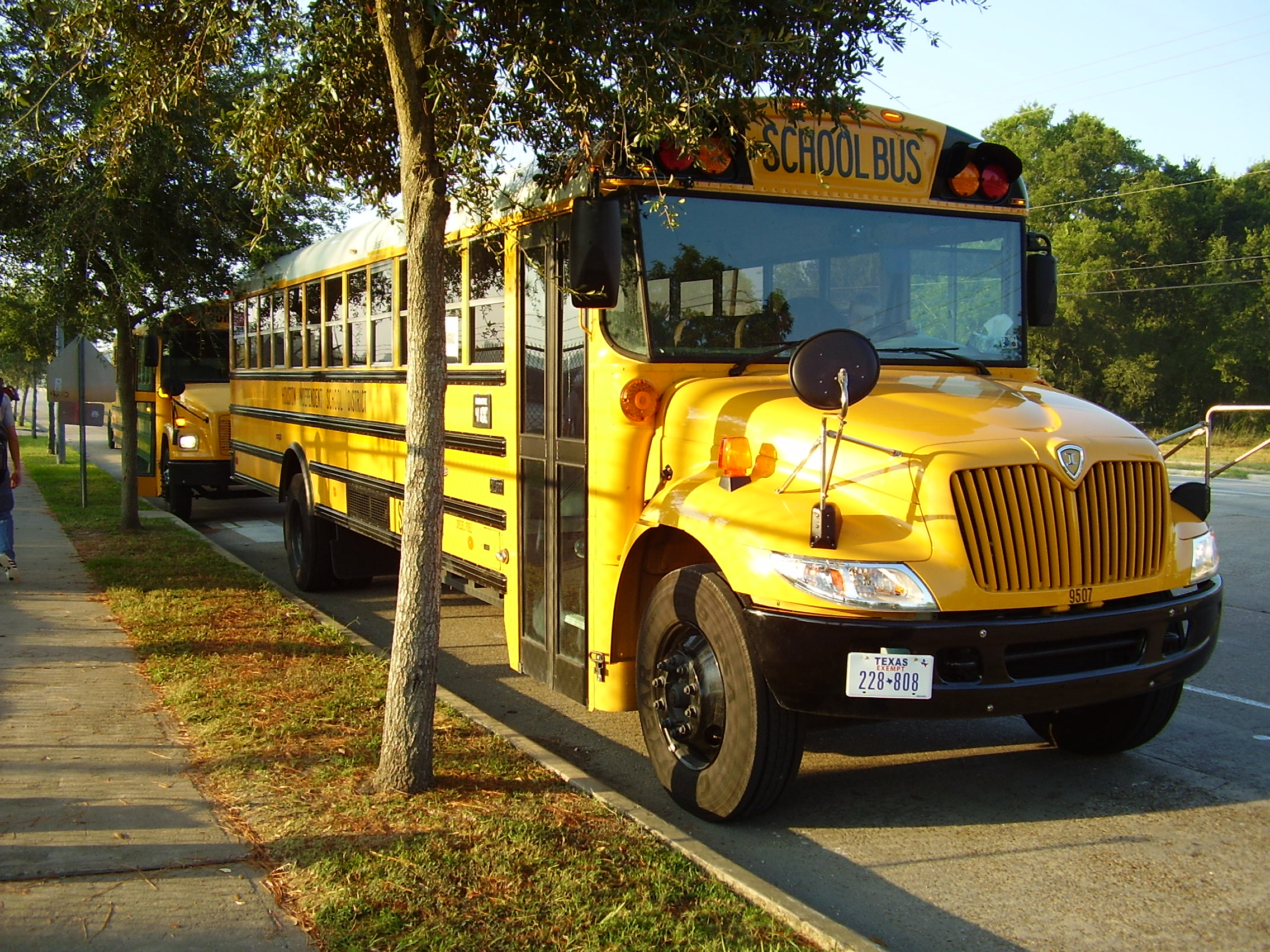
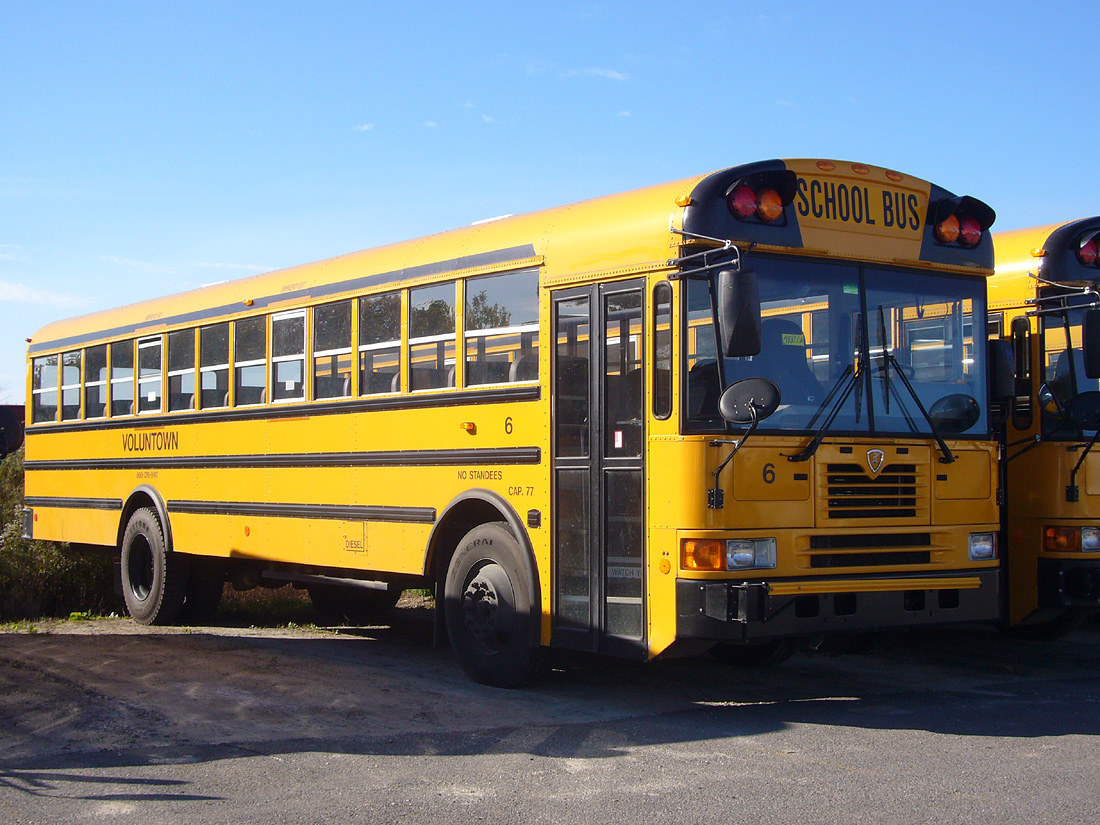
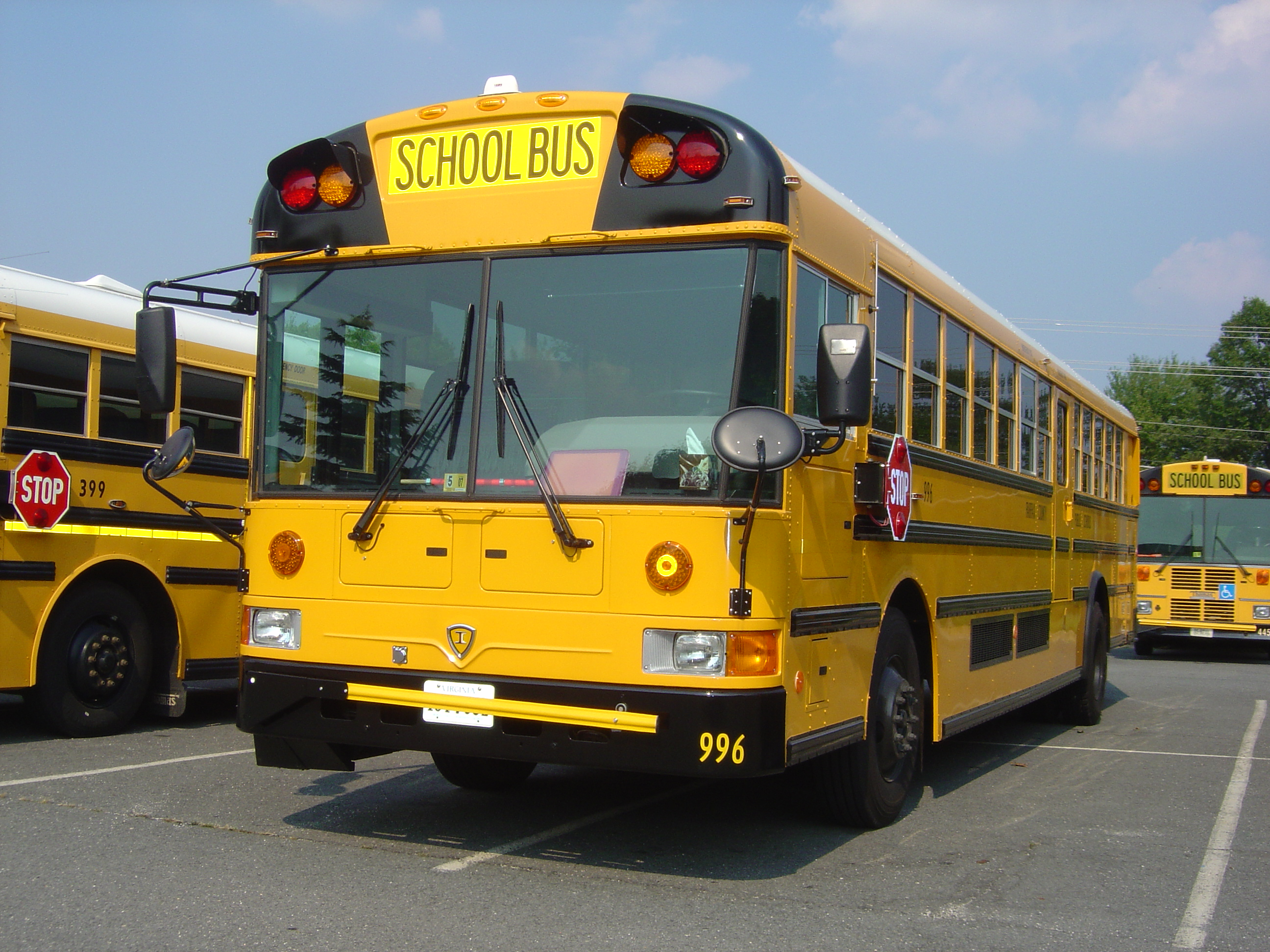
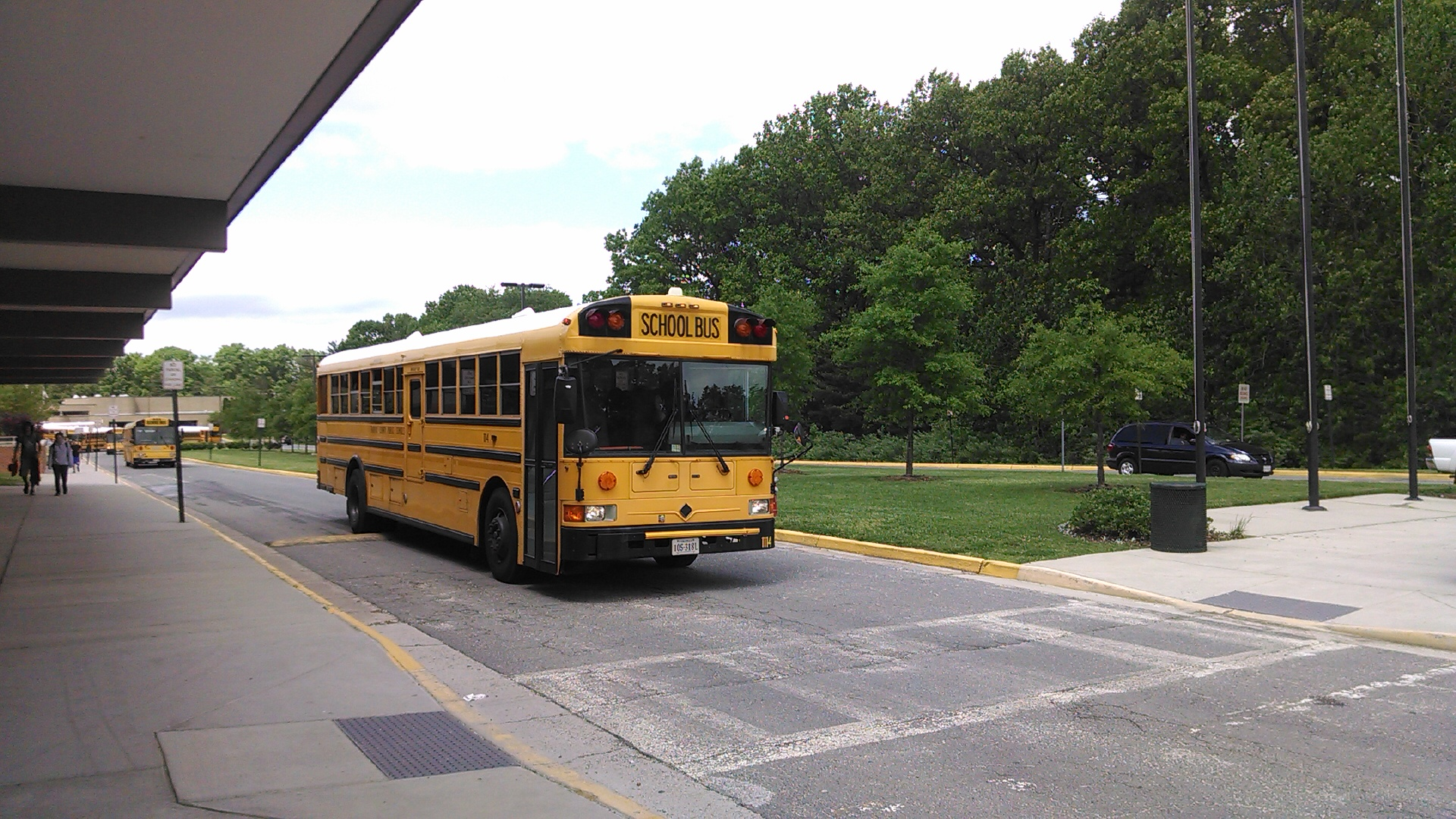
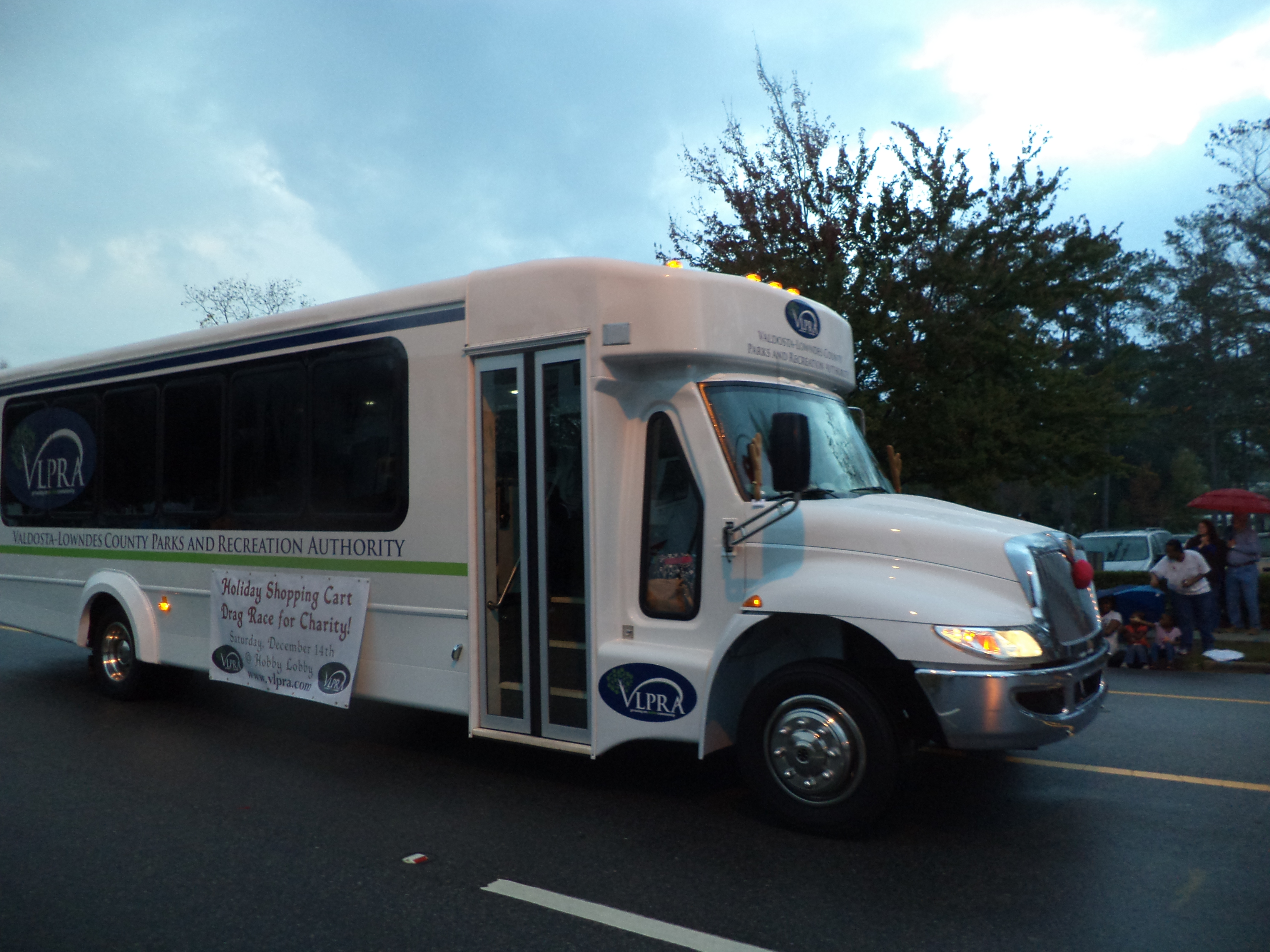

## 생산 차종

### 현재 생산차종
- CE 시리즈
- RC 시리즈
- RE 시리즈
- HC 시리즈

### 과거 생산차종
- AE 시리즈[1]
- AC 시리즈
- BE 시리즈[1]
- FE 시리즈
- LE 시리즈